# Philippa Footová
Philippa Ruth Footová (rozená Bosanquetová; 3. října 1920 Owston Ferry – 3. října 2010 Oxford) byla anglická filozofka a jedna ze zakladatelek moderní etiky ctnosti. Inspirovala se zejména etikou Aristotelovou a Wittgensteinovou. Považovala se za žačku Elizabeth Anscombeové. Proslavila se svým tramvajovým dilematem (spolu s Judith Jarvisovou Thomsonovou). K jejím nejdůležitějším knihám patří Virtues and Vices and Other Essays in Moral Philosophy (1978), Natural Goodness (2001) a Moral Dilemmas: And Other Topics in Moral Philosophy (2002). V roce 1976 byla jmenována profesorkou filozofie na Kalifornské univerzitě v Los Angeles a učila zde až do roku 1991. Jinak působila celý život hlavně na Oxfordské univerzitě. Její dědeček z matčiny strany byl 22. a 24. prezident Spojených států Grover Cleveland. Jeden čas sdílela byt se spisovatelkou Iris Murdochovou. Byla ateistkou.